# Església sueca de Viena
L'Església de Suècia a Viena o la congregació de la reina Sílvia és una de les congregacions de l'Església de Suècia a l'estranger.

## Història
La congregació va ser fundada l'any 1982 a Viena i fins al 1986 estava ubicada a la Seegasse, quan es va traslladar al número 10 de la Gentzgasse.

## Pastors de l'Església
| Període   | Pastor              |
| --------- | ------------------- |
| 1982–1989 | Harald Kronvall     |
| 1989–1993 | Ove Lundin          |
| 1993–2000 | Robert Carlin       |
| 2000–2004 | Jonas Liljeqvist    |
| 2004–2006 | Gunnar Kvist        |
| 2006–2009 | Gunnar Pelinka      |
| 2010–2012 | Anna Juhlin         |
| 2012-2017 | Maria Scharffenberg |
| 2017–2018 | Per Gyllenör        |
| 2018–     | Peter Steerman      |